# Liste der Geotope im Landkreis Altötting
Diese Liste enthält die Geotope des Oberbayerischen Landkreises Altötting in Bayern.
Die Liste enthält die amtlichen Bezeichnungen für Namen und Nummern des Bayerischen Landesamt für Umwelt (LfU) sowie deren geographische Lage. Diese Liste ist möglicherweise unvollständig. Im Geotopkataster Bayern sind etwa 3.400 Geotope (Stand März 2020) erfasst. Das LfU sieht einige Geotope nicht für die Veröffentlichung im Internet geeignet. Einige Objekte sind zum Beispiel nicht gefahrlos zugänglich oder dürfen aus anderen Gründen nur eingeschränkt betreten werden.
| Name                                                   | Bild                                    | Geotop ID | Gemeinde / Lage                 | Geologische Raumeinheit   | Beschreibung | Fläche m² / Ausdehnung m | Geologie                                                                               | Aufschlussart                  | Wert               | Schutzstatus                                           | Bemerkung                       |
| ------------------------------------------------------ | --------------------------------------- | --------- | ------------------------------- | ------------------------- | --- | ------------------------ | -------------------------------------------------------------------------------------- | ------------------------------ | ------------------ | ------------------------------------------------------ | ------------------------------- |
| Bahneinschnitt W von Schmidstadt                       |                                         | 171A001   | Feichten an der Alz Position    | Inn-Region                | Durch den Einschnitt an der Bahntrasse ist hier Hochterrassenschotter mit Lößlehmüberdeckung aufgeschlossen. | 100 100 × 1              | Typ: Gesteinsart Art: Konglomerat                                                      | Böschung                       | bedeutend          | kein Schutzgebiet                                      |                                 |
| Nagelfluh-Aufschluss N von Moosen                      | Nagelfluhaufschluss nördlich Moosen.jpg | 171A002   | Tyrlaching Position             | Inn-Region                | Die Nagelfluh-Aufschlüsse zeigen konglomerierte Deckenschottern der Mindeleiszeit. Sie werden von Rißmoränen und Hochterrassenschottern umgeben. | 1050 70 × 15             | Typ: Gesteinsart Art: Konglomerat                                                      | Steinbruch                     | bedeutend          | Naturdenkmal                                           |                                 |
| Nagelfluh-Aufschlüsse W von Niederbuch                 | Nagelfluhaufschluss W von Niederbuch    | 171A003   | Tyrlaching Position             | Inn-Region                | Das Areal beinhaltet drei Aufschlüsse (ehemalige Abbaustellen) von moränennahen Riß-Schottern, die von Trockenrasen umsäumt werden. | 17500 350 × 50           | Typ: Gesteinsart Art: Konglomerat                                                      | Steinbruch                     | bedeutend          | Naturdenkmal                                           |                                 |
| Nagelfluh-Aufschluss am Bahneinschnitt N von Brunnthal |                                         | 171A004   | Garching an der Alz Position    | Inn-Region                | Der Aufschluss ist ein beliebter Exkursionspunkt und zeigt schräggeschichteten Mindelschotter über stein- und blockreicher Günzmoräne. | 6000 600 × 10            | Typ: Schichtfolge Art: Konglomerat                                                     | Böschung                       | wertvoll           | kein Schutzgebiet                                      |                                 |
| Nagelfluh-Aufschluss W von Mankham                     | Nagelfluhaufschluss W von Mankham       | 171A005   | Feichten an der Alz Position    | Inn-Region                | In der 8–12 Meter hohen Wand sind geologische Orgeln im Mindel-Schotter ausgebildet, welche von Riß-Schottern abgeschnitten werden. In den Riß-Schottern lassen sich Schollen älterer Bodenbildung (aus dem Mindel-Riß-Interglazial) erkennen. | 1900 95 × 20             | Typ: Fossiler Boden, Schichtfolge, Geologische Orgel Art: Konglomerat                  | Steinbruch                     | wertvoll           | kein Schutzgebiet                                      |                                 |
| Ehemaliger Nagelfluh-Bruch W von Unghausen             |                                         | 171A006   | Mehring Position                | Inn-Region                | An den ehemaligen Abbauwänden des kleinen Steinbruchs ist die Grenze zwischen den Konglomeraten mit feineren Komponenten der Günz-Vorstoß-Schotter und den überlagernden Konglomeraten mit groben Komponenten der Günzmoräne deutlich erkennbar. Der ehemalige Nagelfluhbruch ist teilweise verstürzt. Zwischenzeitlich war der Steinbruch völlig verfüllt und renaturiert. 2012 wurde das Geotop wieder freigestellt. | 150 15 × 10              | Typ: Schichtfolge Art: Konglomerat                                                     | Steinbruch                     | wertvoll           | kein Schutzgebiet                                      |                                 |
| Dachlwand NW von Marktl                                |                                         | 171A007   | Perach Position                 | Isar-Inn-Hügelland        | Bevor der Inn sich noch tiefer einschnitt, war die Dachlwand nordwestlich von Marktl ein Prallhang. Die Felswand mit Höhlen und Erdpfeilern besteht aus ehemaligem Abtragungsschutt der Alpen, so genannten Molassegesteinen. Dieser Abtragungsschutt wurde während der Hebung der Alpen in der Tertiär-Zeit abgelagert. Wissenschaftsgeschichtlich ist die Lokalität bedeutsam, da dort ein Teil des Aufbaus der Oberen Süßwassermolasse (Südlichen Vollschotter) erforscht wurde. | 120000 800 × 150         | Typ: Standard-/Referenzprofil, Prallhang, Schlucht, Gesteinsart Art: Konglomerat       | Hanganriss/Felswand            | besonders wertvoll | Naturschutzgebiet, Landschaftsschutzgebiet, FFH-Gebiet |                                 |
| Salzach-Prallhang bei Burghausen                       |                                         | 171A008   | Burghausen Position             | Inn-Region                | Bei Burghausen schneidet sich die Salzach bis zu 50 Meter tief in den Untergrund ein. An den steilen Uferwänden sind Tertiär- und Quartärgesteine aufgeschlossen. Das Tertiär (die Molasse) wird repräsentiert durch die Südlichen Vollschotter und die Hangendserie. Darüber folgen quartäre Schotter der Riß- und Würmeiszeit als Hoch- und Niederterrassen. Am östlichen, österreichischen Ufer sind Felsstürze als Folge der Uferunterschneidung durch die Salzach ausgebildet. | 24000 600 × 40           | Typ: Schichtfolge, Prallhang Art: Konglomerat, Sandstein                               | Prallhang/Flussbett/Bachprofil | wertvoll           | Naturdenkmal, Landschaftsschutzgebiet, FFH-Gebiet      |                                 |
| Salzach-Leite bei Raitenhaslach                        |                                         | 171A009   | Burghausen Position             | Inn-Region                | Am Salzachhang unterhalb des Klostergeländes haben Rutschungen einzelne Aufschlüsse geschaffen. In der Oberen Süßwassermolasse sind Sandsteinbänke und Braunkohleflöze zu finden. Die Aufschlüsse verfallen und verwachsen allerdings relativ stark. | 2000 200 × 10            | Typ: Schichtfolge Art: Sandstein, Braunkohle                                           | Hanganriss/Felswand            | bedeutend          | Naturdenkmal, Landschaftsschutzgebiet, FFH-Gebiet      |                                 |
| Isen-Prallhang NE von Aresing                          |                                         | 171A010   | Töging am Inn Position          | Inn-Region                | Am Prallhang des Isen sind Gesteine der Oberen Süßwassermolasse aufgeschlossen. Basale Kiese werden überlagert von stark Glimmer führenden Sanden, fast reinen Glimmerlagen, Mergeleinschaltungen und einer schluffigen Feinsandlage mit Blattresten. Eine geologische Besonderheit bilden die sogenannten Gesimssande oder Zapfensande: harte, freigewitterte Schichten und Zapfen aus karbonatisch verfestigten Sanden, die bis zu 1,5 Meter als Dächer und Vorsprünge aus der Aufschlusswand ragen. | 6500 130 × 50            | Typ: Sedimentstrukturen, Prallhang, Gesteinsart, Pflanzliche Fossilien Art: Sand, Kies | Prallhang/Flussbett/Bachprofil | besonders wertvoll | kein Schutzgebiet                                      |                                 |
| Konglomeratbruch S von Hinterberg                      |                                         | 171A011   | Kastl Position                  | Inn-Region                | Im Steinbruch wurde Nagelfluh der Jüngeren Deckenschotter der Mindel-Kaltzeit abgebaut. Die teilweise leicht schräg geschichteten Sedimentationsspuren von Sanden abfließender Gletscher lassen sich gut ablesen. | 4000 200 × 20            | Typ: Sedimentstrukturen, Gesteinsart Art: Konglomerat                                  | Steinbruch                     | wertvoll           | kein Schutzgebiet                                      |                                 |
| Aufgelassener Konglomeratbruch SW von Gerlhof          |                                         | 171A012   | Kastl Position                  | Inn-Region                | Aufgelassener Nagelfluh-Steinbruch. Entlang der Abbauwände lassen sich gut die halbkreisförmigen Reste der Geologischen Orgeln (senkrechte Lösungsformen) erkennen. Sedimentationsspuren in Schrägschichtung von Feinmaterial, v. a. Sande, weisen auf die Ablagerung am Rande eines Fließgewässers hin. Vereinzelt zeugen Bohrspuren vom Gesteinsabbau. | 6000 300 × 20            | Typ: Geologische Orgel, Sedimentstrukturen, Gesteinsart Art: Konglomerat               | Steinbruch                     | bedeutend          | kein Schutzgebiet                                      |                                 |
| Steigdruckbrunnen in Bergham                           |                                         | 171G001   | Marktl Position                 | Inn-Region                | Die etwa 200 m tiefe Bohrung diente vormals zur Gasversorgung des Wirtshauses Altenbuchner. Ein Gasometer wurde durch den Gasdruck auf Schienen hochgeschoben. Seit etwa 1970 wird jedoch kein Gas mehr entnommen, seit 2012 ist das Gasthaus aufgegeben. Der Gasspeicher ist stark sanierungsbedürftig. Unterhalb der ehemaligen Förderanlage tritt noch immer das Wasser aus dem Bohrloch mit ca. 2 l/s artesisch aus. Das Wasser ist jodhaltig und wurde für das angrenzende Haus genutzt. Der Behälter, aus dem das Wasser austritt, war der Druckwasserbehälter für einen unterhalb gelegenen hydraulischen Widder, der das Wasser nach oben pumpte. Die Anlage liegt auf Privatgelände. Vor dem Betreten die Erlaubnis des Eigentümers einholen! | 9 3 × 3                  | Typ: Bohrung Art: Konglomerat                                                          | kein Aufschluss                | bedeutend          | kein Schutzgebiet                                      |                                 |
| Kalkofen W von Steinfelder                             |                                         | 171G002   | Marktl Position                 | Inn-Region                | Der gut erhaltene Kalkofen aus dem Jahre 1884 in typischer Hanglage mit Befeuerungshütte und kegelförmigem, teils unterirdischem Ofen ist das einzige vollständig erhaltene Bauwerk des Landkreises, die Ruine eines weiteren Kalkofens bei Unterhadermark/Burghausen (Haigermoos) wurde 2017 renoviert. Früher brannte man in den Kalköfen Kalksteine (Kalziumkarbonat) aus den umgebenden Postglazialterrassenschottern der Alz und anderer Flüsse zu Branntkalk (Kalziumoxid). Jener diente nach Zugabe von etwas Wasser als gelöschter Kalk (Kalziumhydroxid) als Wandfarbe oder Dünger bzw. nach Zugabe von viel Wasser und Sand als (Kalk-)Mörtel.                                                                                               | 50 10 × 5                | Typ: Kalkofen Art: Kalkstein, Kies                                                     | kein Aufschluss                | bedeutend          | kein Schutzgebiet                                      |                                 |
| Bärenhöhle SE von Altwies                              |                                         | 171H001   | Marktl Position                 | Isar-Inn-Hügelland        | Das Höhlendach wird von konglomeratischem Vollschotter aufgebaut. Die Höhle ist durch Erosion episodischer Quellaustritte entstanden. Am Eingang findet sich ein anthropogenes, aus dem Anstehenden herausgearbeitetes Gefäß aus Nagelfluh. | 30 10 × 3                | Typ: Ausbruchs/Auswitterungshöhle Art: Konglomerat, Schotter                           | Höhle                          | bedeutend          | Naturschutzgebiet, FFH-Gebiet                          |                                 |
| Geologische Orgeln Oberschroffen                       | weitere Bilder                          | 171R001   | Unterneukirchen Position        | Inn-Region                | Der Steinbruch im jüngeren Deckenschotter diente dem Nagelfluhabbau. Die ehemaligen Abbauwände werden von senkrechten, röhrenförmigen Lösungsformen – sogenannten Geologischen Orgeln – durchzogen. Letztere entstanden vor/während der Verfestigung des Gesteins und sind in Oberschroffen bayernweit einzigartig gut ausgebildet. Die kaminartigen Röhren haben etwa einen halben Meter Durchmesser, sind teils lehmgefüllt, angeschnitten oder ermöglichen einen Blick durch das Gestein hindurch. | 7200 120 × 60            | Typ: Geologische Orgel, Fossiler Boden, Steinbruch/Grube Art: Konglomerat              | Steinbruch                     | besonders wertvoll | Naturdenkmal                                           | Bayerns schönste Geotope Nr. 82 |
| Moränenhügel S von Wiesenzart                          | Moränenhügel südlich Wiesenzart         | 171R004   | Tyrlaching Position             | Salzach-Jungmoränenregion | Zwei kleine, etwa vier Meter hohe Moränenhügel in landschaftlich schöner Lage. | 5000 100 × 50            | Typ: End-(Wall-)Moräne Art: Moräne                                                     | kein Aufschluss                | bedeutend          | Naturdenkmal                                           |                                 |
| Nagelfluhfelsen bei Unterhadermark                     |                                         | 171R005   | Burghausen Position             | Inn-Region                | An dem steilen und bewaldeten Hang sind mehrere kleine Nagelfluhvorkommen aufgeschlossen. | 4200 140 × 30            | Typ: Felswand/-hang Art: Konglomerat                                                   | sonstiger Aufschluss           | bedeutend          | Naturdenkmal, Landschaftsschutzgebiet                  |                                 |
| Erratischer Block Heidenstein                          |                                         | 171R006   | Burghausen Position             | Inn-Region                | Der Block aus quarzitischem Sandstein ist dreigeteilt. | 9 3 × 3                  | Typ: Findling Art: Sandstein                                                           | Block                          | wertvoll           | Naturdenkmal                                           |                                 |
| Toteiskessel E von Dorfen                              |                                         | 171R007   | Burgkirchen an der Alz Position | Salzach-Jungmoränenregion | In dem kleinen, aber steilwandigen Toteiskessel hat sich ein Teich gebildet. Die Ränder sind von Gehölzen bestanden. | 600 30 × 20              | Typ: Toteisloch Art: Moräne                                                            | kein Aufschluss                | bedeutend          | Naturdenkmal                                           |                                 |
| Toteiskessel Waldweiher NW von Wiesenzart              | weitere Bilder                          | 171R008   | Tyrlaching Position             | Salzach-Jungmoränenregion | Der Toteiskessel liegt innerhalb der Würm-Endmoränen. Wegen Schuttablagerung und/oder Ausbaggerung gilt er als wenig anschaulich. | 1000 50 × 20             | Typ: Toteisloch Art: Moräne                                                            | kein Aufschluss                | geringwertig       | Naturdenkmal                                           |                                 |
| Kalktuff-Hang am Salzachufer bei Burghausen            |                                         | 171R009   | Burghausen Position             | Inn-Region                | Es handelt sich um kleinere Vorkommen von rezenten Sinterbildungen an Quellmoosen und Algen. Der Quellhorizont liegt oberhalb von Mergeln der Oberen Süßwassermolasse. | 600 200 × 3              | Typ: Sinterbildung, Schichtquelle Art: Kalktuff, Mergel                                | Hanganriss/Felswand            | bedeutend          | Landschaftsschutzgebiet, FFH-Gebiet, Vogelschutzgebiet |                                 |
| Kreuzfelsen in der Salzach bei Burghausen              | weitere Bilder                          | 171R010   | Burghausen Position             | Inn-Region                | Die sagenumwobenen Nagelfluhblöcke liegen unterhalb des Prallhangs in der Salzach und werden von einem Kruzifix geschmückt. | 300 15 × 20              | Typ: Felsblock Art: Konglomerat                                                        | Block                          | bedeutend          | Landschaftsschutzgebiet, FFH-Gebiet, Vogelschutzgebiet |                                 |
| Sinterterrassen im Stacherl SW von Fuchshausen         |                                         | 171R011   | Burghausen Position             | Inn-Region                | Die kleinen, bis 20 cm hohen Kalksinterterrassen sind nach einer Hangrutschung entstanden und entwickeln sich auf ca. 70 m Länge. | 1400 70 × 20             | Typ: Sinterterrassen, Schichtquelle, Rutschung Art: Kalktuff, Mergel                   | sonstiger Aufschluss           | bedeutend          | Landschaftsschutzgebiet, FFH-Gebiet, Vogelschutzgebiet |                                 |
| Sinterterrassen E von Wechselberg                      |                                         | 171R012   | Burgkirchen an der Alz Position | Inn-Region                | Durch eine Hangrutschung unterhalb einer Schichtquelle konnten sich kleinere Sinterterrassen entwickeln. Sie sind stark mit Moos überwachsen. | 2500 100 × 25            | Typ: Sinterterrassen, Schichtquelle, Rutschung, Hangquellmoor Art: Kalktuff, Mergel    | sonstiger Aufschluss           | bedeutend          | Naturdenkmal, Landschaftsschutzgebiet, FFH-Gebiet      |                                 |